# Nardo Marino
Bernardo Marino, detto Nardo (Olbia, 3 giugno 1964), è un politico italiano, deputato della XVIII legislatura.

## Biografia
Giornalista professionista dal 2003, ha diviso la sua carriera - fin dal praticantato - fra la carta stampata e la televisione, dove per 25 anni è stato fra i redattori di punta del telegiornale dell'emittente regionale sarda Teleregione (poi divenuta dal marzo 1994 Cinquestelle Sardegna).
Dopo la crisi societaria dell'emittente (2014), ha svolto la sua professione in prevalenza su testate on line, occupandosi degli avvenimenti legati maggiormente al tessuto sociale della città di Olbia.

### Elezione a deputato
Si candida alle elezioni politiche del 2018 nel collegio uninominale Sardegna - 05 (Olbia) della Camera per il Movimento 5 Stelle, risultando eletto con 50.299 voti. 
Il 20 gennaio 2022 abbandona il Movimento, a causa dell'inchiesta sui contratti pubblicitari del blog di Beppe Grillo aperta contro il fondatore del M5S nei giorni precedenti.
Aderisce ad Italia Viva il 4 maggio 2022.